# Giuseppe L'Abbate
Giuseppe L'Abbate (Castellana Grotte, 13 marzo 1985) è un politico italiano, sottosegretario di Stato al Ministero delle politiche agricole alimentari e forestali con delega all'ippica dal 16 settembre 2019 al 13 febbraio 2021 nel governo Conte II, oltreché deputato alla Camera nella XVII e XVIII legislatura della Repubblica Italiana, eletto con il Movimento 5 Stelle per poi seguire la scissione di Luigi Di Maio in Insieme per il futuro nel 2022.

## Biografia
Nato il 13 marzo 1985 a Castellana Grotte, ma originario di Polignano a Mare, ha conseguito la laurea triennale in Informatica e Tecnologie per la Produzione di Software nel 2010 all'Università degli Studi di Bari "Aldo Moro".
Appena laureatosi nel 2010, ha lavorato nell’azienda di famiglia nel settore turistico, e fonda l'associazione senza scopo di lucro Polignano R-Evolution, che diventerà sostenitrice dell’iniziativa politica del Movimento 5 Stelle (M5S) a Polignano.
Candidato a sindaco di Polignano a Mare per il Movimento 5 Stelle alle elezioni comunali in Puglia del 2012, in cui raccoglie il 9,07% dei voti, non riuscendo a entrare in consiglio comunale.
Alle elezioni politiche del 2013 viene candidato alla Camera dei deputati, venendo eletto deputato tra le liste del Movimento 5 Stelle nella circoscrizione Puglia. Nella XVII legislatura della Repubblica è stato componente della 13ª Commissione Agricoltura.
Alle elezioni politiche del 2018 viene ricandidato alla Camera, tra le liste del M5S nella medesima circoscrizione, venendo rieletto deputato.
In seguito alla nascita del governo Conte II tra il Movimento 5 Stelle, Partito Democratico e LeU, il 13 settembre 2019 è stato nominato dal Consiglio dei Ministri Sottosegretario di Stato al Ministero delle politiche agricole alimentari e forestali, insediandosi il 16 settembre e mantenendo l'incarico fino al 13 febbraio 2021. Durante questo periodo si è occupato della Xylella per il territorio della Puglia.
Il 21 giugno 2022 segue la scissione di Luigi Di Maio dal Movimento 5 Stelle, a seguito dei contrasti tra lui e il presidente del M5S Giuseppe Conte, per aderire a Insieme per il futuro (Ipf), diventandone il 23 giugno il coordinatore del manifesto politico.
Alle elezioni politiche anticipate del 25 settembre 2022 viene ricandidato alla Camera per la lista elettorale di Ipf Impegno Civico-Centro Democratico (IC-CD), nel collegio plurinominale Puglia - 02 come capolista, ma risultando non eletto per via del risultato pessimo a livello nazionale di IC-CD.